# Knut Torell
Knut Torell, född 1 maj 1885 i Norra Sandsjö, död 24 december 1966 i Österhaninge, var en gymnast.
Han blev olympisk guldmedaljör 1912.